# Sophie Claudius
Johanne Sophie Mathilde Claudius, född 1861 i Köpenhamn, död 31 maj 1926 i Fredensborg, var en dansk skulptör.
Hon var dotter till bokhandlaren Hermann Hendrik Julius Lynge och Wilhelmine Andersen samt från 1883 gift med generalkonsul Carl August Claudius.
När hennes man köpte en snörmakerifirma i Skåne flyttade paret från Köpenhamn till Malmö 1886, detta betydde att hon var verksam som skulptör även i Sverige fram till återflytten till Köpenhamn 1907. I Sverige medverkade hon i utställningar med Göteborgs konstförening.